# Guglielmo Franchetti
Guglielmo Franchetti, także Gino Franchetti (ur. 5 października 1985 w Terenzano) – włoski żużlowiec.

## Życiorys
Czterokrotny medalista indywidualnych mistrzostw Włoch: dwukrotnie złoty (2009, 2012) oraz dwukrotnie brązowy (2007, 2016). Oprócz tego, pięciokrotny medalista mistrzostw drużynowych (złoty – 2006; srebrny – 2004, 2011, 2012; brązowy – 2009), trzykrotny – mistrzostw par (złoty – 2011; srebrny – 2010, 2012) oraz czterokrotny – mistrzostw młodzieżowych (srebrny – 2003, 2004; brązowy – 2002, 2005).
Trzykrotny uczestnik turniejów z cyklu Grand Prix Włoch (2008, 2009, 2011). Wielokrotny reprezentant Włoch w eliminacjach indywidualnych mistrzostw świata seniorów oraz juniorów, drużynowego Pucharu Świata, indywidualnych mistrzostw Europy oraz mistrzostw Europy par, m.in. finalista mistrzostw Europy par (Terenzano 2007 – VII miejsce. 
W lidze brytyjskiej reprezentant klubów Berwick (2008, 2009) oraz Plymouth (2011, 2012).